# Paola Pessot
Paola Pessot (Roma, 13 maggio 1976) è un'attrice e conduttrice televisiva italiana.

## Biografia
Debutta nel cinema nel 1999 con il film Sogno di una notte di mezza estate di Michael Hoffman, dove interpreta il ruolo della fata Chiccodisenape, al fianco di Michelle Pfeiffer. L'anno successivo vince la Borsa di Studio "Nuova Compagnia Dei Giovani", offerta dal Teatro Eliseo di Roma, diretto da Maurizio Scaparro. Il debutto in televisione avviene ne Il maresciallo Rocca, con Gigi Proietti. Da allora lavora in numerosi drammi teatrali e serie televisive.
Nel 2005 ha un piccolo ruolo nel film Casanova di Lasse Hallström. Lo stesso anno gira, come protagonista nel ruolo di Giulietta, il film francese Le monde à l'envers, opera prima di Julien Reininger.
Artista versatile e poliedrica, dal 2004 affianca alla sua attività di attrice quella di conduttrice televisiva. 
Nel 2008 scrive e presenta il programma Caffè 80 per Coming Soon Television. Lo stesso anno conduce Love Factory su Fox Life.
Nell'ottobre del 2008 entra nel cast di Cominciamo bene - Prima, al fianco di Pino Strabioli, del maestro Leo Sanfelice e di Roberto Calabrese, dove rimane fino al 2010.
Nel frattempo continua la sua attività di autrice, e scrive e interpreta Slut Machine, una delle prime serie web italiane, prodotta da Fox Italia per Flop TV in cui "sveste" i panni della pornodiva Elvira Cecioni, in arte Giada Valentini, facendo il verso alle porno-star delle linee telefoniche erotiche. 
Nel 2010 comincia la collaborazione artistica con Alessandro Bardani che la dirige in quattro spettacoli teatrali.
Nel 2011 - 2012 è Sonia nella fiction Benvenuti a tavola - Nord vs Sud, diretta da Francesco Miccichè e in onda su Canale 5. Finite le riprese si trasferisce a New York dove studia con Susan Batson, la coach di attori come Tom Cruise, Nicole Kidman, Juliette Binoche. 
Nel 2014 rientra in Italia e torna alla conduzione televisiva nel programma musicale Soundtrek, su Rai Movie.
Nel 2015 è sul set del film L'esilio dell'Aquila, dove interpreta il ruolo di Paolina Bonaparte al fianco di Eric Fraticelli, Paola Gassman, Chiara Conti. 
Nel 2016 scrive, insieme a Francesco Montanari, Alessandro Bardani, Luigi Di Capua e Valerio Lundini, Happy Hour, commedia radiofonica in onda su Rai Radio 2.
Nel 2019 è in scena al Teatro Parioli con il suo spettacolo L'amore è una sostanza stupefacente.

## Filmografia

### Cinema

#### Cortometraggi
- Cult, regia di Luca Guardabascio e Daniele Natali (1998)
- L'hobby, regia di Dario Acocella (2018)

#### Lungometraggi
- Sogno di una notte di mezza estate (A Midsummer Night's Dream), regia di Michael Hoffman (1999)
- Casanova, regia di Lasse Hallström (2005)
- Le monde à l'envers, regia di Julien Reininger (2006)
- Tutto l'amore del mondo, regia di Riccardo Grandi (2010)
- 30 anni (di meno), regia di Mauro Graiani (2024)

### Televisione
- Il maresciallo Rocca 2, regia di Giorgio Capitani - serie TV (1998)
- L'ultimo rigore, regia di Sergio Martino (2002)
- Coming Soon Live (2004-2005) - Su Coming Soon Television
- R.I.S. 2 - Delitti imperfetti, regia di Alexis Sweet - serie TV, episodio 2x06 (2006)
- Caffè 80, regia di Dina Curione (2008)
- Cominciamo bene - Prima (2008 - 2010)
- Slut Machine (2010)
- Benvenuti a tavola - Nord vs Sud - serie TV (2012)
- Soundtrek (2014)
- Rocco Schiavone – serie TV, episodio 6x01 (2025)